# Grupo Desportivo de Chaves
O Grupo Desportivo de Chaves, mais conhecido como Desportivo de Chaves ou simplesmente Chaves, é um clube português sediado na cidade de Chaves, distrito de Vila Real. É mais conhecido pela sua equipa de futebol profissional, que joga atualmente na Liga Portugal 2.
É um dos clube mais representativos da região do Alto Tâmega em Trás os Montes. As alcunhas da equipa são "Flavienses" e "Valentes Transmontanos", associado à cidade e à região. Os seus jogos de futebol em casa são realizados no Estádio Municipal Eng.º Manuel Branco Teixeira, inaugurado em 1949 e que tem uma capacidade de 8 400 lugares.

## História
No dia 27 de Setembro de 1949, após a vitória do Flávia Sport Clube no Campeonato Distrital, que lhe permitiu o acesso à 3ª Divisão, dá-se a fusão entre os dois clubes rivais da cidade (Atlético Clube Flaviense e Flávia Sport Clube), da qual nasceria o Grupo Desportivo de Chaves dos nossos dias.
Primeira equipa: Mário Esteves, Amâncio, Gualter, Raimundo, Bandeira (G.r.) e Chico Barreira, Setas, Flávio Larufas, Barico, Lila Geraldes e Lelo da Tenda.
Com tal união dava-se então início a uma caminhada desportiva, com altos e baixos, onde o Grupo Desportivo de Chaves, centro de projeção de inúmeros talentos, foi conquistando o seu espaço num país que tendia cada vez mais a subestimar as potencialidades desportivas que a Região Transmontana, em especial a cidade de Chaves, tinha para oferecer.
Na época de 1985/86, muitas expectativas estavam colocadas sobre a equipa Flaviense, às quais o clube respondeu com um brilhante 6º lugar na classificação final da 1ª Divisão, ganhando por mérito próprio a designação pela crítica de “equipa sensação” do campeonato, tendo conseguido também o feito de ter atingido os quartas-de-final da Taça de Portugal.
Tudo fazia prever que a Época 1986/87, depois do brilhante desempenho na temporada anterior, traria ainda melhores resultados, e, para satisfação de todos os transmontanos, o Grupo Desportivo de Chaves obteve um espetacular 5º lugar, que lhe daria acesso às competições europeias pela primeira e única vez na sua história.
O clube tinha desta forma, no espaço de 3 anos, conseguido afirmar-se como um dos melhores da 1ª Divisão, abrindo ainda a estrada para a Europa na qual o nome de Chaves e da Região do Alto Tâmega, foram tão dignamente representados, com uma vitória sobre a Universidade de Craiova na primeira eliminatória ( U. Craiova, 3–G.D. Chaves, 2 / G.D. Chaves, 2–U. Craiova, 1), vindo a ser posteriormente eliminado na Hungria pelo Honved, na segunda eliminatória da Taça UEFA ( G.D. Chaves, 1–Honved, 2 / Honved, 3–Chaves, 1).
No dia 13 de Abril de 2010 o clube fez história ao garantir pela primeira vez a passagem à final da Taça de Portugal, ganhando à Naval 1º de Maio por 2–1, fora, com dois golos de Edú, sendo que já tinha ganho em casa, na 1ª "mão", por 1–0. Na final acabaria por perder diante do FC Porto, por 2–1, com golos de Guarin e Falcão para o Porto e Clemente para o Grupo Desportivo de Chaves.
No entanto, no final dessa época histórica viveram-se momentos opostos: à participação inédita no jogo decisivo da Taça de Portugal juntou-se uma despromoção ao terceiro escalão do futebol português, no qual jogou três épocas consecutivas, regressando à Segunda Liga, em 2013/14, após vencer a II Divisão B (Zona Norte) e conquistar também o título nacional neste escalão, após vencer a fase final, com Ac. Viseu (vencedor da Zona Centro) e Farense (vencedor da Zona Sul).
O Desportivo de Chaves esteve para ser decretado insolvente em 2011, mas um empresário local, Francisco Carvalho — ligado ao mundo da música e marido da cantora popular Ágata — investiu no clube e manteve o seu nome no mundo do futebol.
Regressou em 2016 à I Liga portuguesa de futebol, 17 anos depois da última presença ao empatar frente ao Portimonense, por 1–1. Na época seguinte, de consolidação, a formação flaviense atingiu um honrável 6º lugar, batendo o recorde de pontos da sua história (47).
Na época 2018/19 volta a ser despromovido, ficando em 16 (32 pontos) passando para a liga 2.
Regressa à primeira liga em 2022 depois de ficar em 3⁰ lugar da Liga 2. 

## Títulos[8]
| Nacionais | Nacionais                | Nacionais | Nacionais         |
|           | Competição               | Títulos   | Temporadas        |
| --------- | ------------------------ | --------- | ----------------- |
| Portugal  | II Divisão               | 2         | 2008/09 e 2012/13 |
| Outros    |                          |           |                   |
|           | Competição               | Títulos   | Temporadas        |
| Portugal  | Divisão de Honra         | 1         | 2017/18           |
| Portugal  | Supertaça Sequeira Teles | 1         | 2017/18           |